# Eva-Maria Pfeiffer
Eva-Maria Pfeiffer (* 17. September 1955 in Landau in der Pfalz) ist eine deutsche Biologin und ehemalige Professorin für Bodenökologie und Bodengenese an der Universität Hamburg. Sie war Direktorin des Instituts für Bodenkunde der Universität Hamburg.

## Biographie
Eva-Maria Pfeiffer studierte Biologie an der Universität Frankfurt. An der Universität Hamburg sie im Fachbereich Geowissenschaften mit einer Arbeit zu den Auswirkungen von Bodensanierung auf den des Ionenhaushalt in Streusalz beeinflussten Straßenrandbäumen 1985 promoviert. Sie arbeitete zwei Jahre lang als Wissenschaftliche Mitarbeiterin des Garten- und Friedhofsamts bei der Umweltbehörde Hamburgs. Dann erhielt 1989 eine C1-Professur als Hochschulassistentin im Fachbereich Geowissenschaften der Universität Hamburg. 1998 folgte die Habilitation und Venia Legendi für das Fach Bodenkunde an der Universität Hamburg. Die Arbeit verfasste Pfeiffer zur Methanfreisetzung aus hydromorphen Böden verschiedener naturnaher und genutzter Feuchtgebiete (Marsch, Moor, Tundra, Flächen, auf denen Reis angebaut wird).
1998 wechselte sie als Wissenschaftliche Assistentin ins Direktorium des Alfred-Wegener-Instituts für Polar- und Meeresforschung (AWI) nach Bremerhaven. Sie forschte am Fachbereich Geowissenschaften der Universität Potsdam und kehrte dann wieder an die Universität Hamburg zurück. Sie arbeitete im Hamburger Exzellenzcluster CliSAP „Integrated Climate System Sciences“ mit.
Pfeiffer arbeitete viel zu den abiotischen Standortfaktoren von Elementen in Ökosystemen und kam so zu den Geowissenschaften. Über die Bodenkunde kam sie zum Interesse an klimarelevanten Prozessen von Böden, wie der Methanfreisetzung in kalten Böden und die Permafrostforschung.
Anfang April 2021 ging Pfeiffer in den Ruhestand.

## Mitgliedschaft
Pfeiffer ist Mitglied der Hamburger Akademie der Wissenschaften.

## Schriften (Auswahl)
- Veränderungen der Ionengehalte streusalzgeschädigter Strassenbäume durch Bodensanierung im Hamburger Stadtgebiet (= Hamburger bodenkundliche Arbeiten. Band 4). Verein zur Förderung der Bodenkunde in Hamburg, Hamburg 1985, DNB 860494772 (Dissertation).
- Trace elements and heavy metals in soils and plants of the Southeast Asian metropolis Metro Manila and of some rice cultivation provinces in Luzon, Philippines (= Hamburger bodenkundliche Arbeiten. Band 11). Verein zur Förderung der Bodenkunde in Hamburg, Hamburg 1988, DNB 880813547.
- Methanfreisetzung aus hydromorphen Böden verschiedener naturnaher und genutzter Feuchtgebiete (Marsch, Moor, Tundra, Reisanbau) (= Hamburger bodenkundliche Arbeiten. Band 37). Verein zur Förderung der Bodenkunde in Hamburg, Hamburg 1998, DNB 955977274 (Habilitationsschrift).
- Mit Mikhail N. Grigoriev: Russian-German cooperation SYSTEM LAPTEV-SEA 2000. The expedition LENA 2001 (= Berichte zur Polar- und Meeresforschung. 426). Alfred-Wegener-Institut für Polar- und Meeresforschung, Bremerhaven 2002, OCLC 51690755.
- Eva-Maria Pfeiffer (Hrsg.), zusammengestellt von Manfred Altermann: Bodenschätzung und Bodenbewertung. Nutzung und Erhebung von Bodenschätzungsdaten. Chmielorz, Wiesbaden 2005, ISBN 3-8712-4294-2.
- Böden. Bestimmen und Bewerten im Gelände. Quelle & Meyer, Wiebelsheim 2023, ISBN 978-3-4940-1973-4.